# 侯赛因·阿曼·哈桑
侯赛因·阿曼·哈桑（法語：Houssein Omar Hassan，1977年1月1日—）是一位吉布提傷健運動員 ，他是一名右臂截肢者，專長為長跑。在2012年夏季残疾人奥林匹克运动会，哈桑參與的唯一項目是男子1,500米T46级預賽。哈桑在同場其他參賽者均完成比賽後，獨自在場上堅持7分鐘完賽。哈桑奮戰不懈的精神而受到極大關注，歸國後並獲得吉布提總統頒授「青年倡議」最高榮譽一等獎與獎金。

## 哈桑參賽歷程

### 出場
在2012年夏季残疾人奥林匹克运动会，哈桑參與的唯一項目是男子1,500米T46级預賽，該場次於9月1日舉行，共有8名參賽者。此比賽由阿尔及利亚的薩米爾·諾尤（Samir Nouioua）奪冠，成績為3分57秒27，有6名參賽者在隨後30秒內抵達終點，僅剩哈桑一人尚未完成賽程，但他還有兩圈半。

### 「墨西哥人浪」的形成
哈桑是在賽前幾個小時熱身時腳踝受傷，當比賽開始前大會醫療團隊建議哈桑退賽。但哈桑認為他身為吉布地唯一的出賽成員而執意出賽。此刻他拖著受傷的腳，忍受疼痛一跛一跛奮力邁向終點。場中8萬名觀眾無不為此情景動容，在接下來的7分鐘，看著哈桑一人奮力完成比賽。觀眾隨著哈桑到達的區域，紛紛向他起立致敬，形成「墨西哥人浪」，且觀眾為哈桑喝采的聲音越來越響亮，最終哈桑以11分23秒50的成績完賽，為該組預賽的最後一名。但是當哈桑終於到終點時，觀眾響起震耳欲聾的歡呼，並全體向他起立致敬。

### 賽後觀眾的反響
比賽結束後，由於哈桑不會說英語，他指著後腳跟表明自己跟腱有問題，隨後被帶離治療。哈桑在接受採訪時表示，「我想過要停下來，但我一直在堅持，因為我想完成比賽。」此場比賽的參賽者之一，愛爾蘭帕運會副主席利亞姆·莫根（Liam Moggan）表示，這是他看過最慢的墨西哥人浪，但他很激動、想大哭。他轉頭過去，看到兩屆奧運男子1500米金牌，也是該屆帕運會組織委員會主席塞巴斯蒂安·柯伊也在流淚。莫根意味深長的表示，柯伊是全球這個項目的頂尖選手，但他也哭了。過去我們總是談論最佳運動員的成績，但今日此景對他（莫根）是很特別的，教會了他除了勝利之外的其他事。

## 後續
據吉布提《民族報》報導，哈桑在9月6日返回吉布地-安布利國際機場時，受到數十名等候者的熱烈歡迎。在2014年非洲青年日的活動上，吉布提總統伊斯梅尔·奥马尔·盖莱向哈桑頒授「青年倡議」最高榮譽一等獎，和300萬吉布地法郎的獎金，表彰他在帕運會上不放棄的精神。吉布地國家帕拉林匹克委員會主席阿朴杜勒-卡德尔·雅各布（Abdoulkader Yacoub）對獎項被頒發給一名身心障礙運動員感到自豪和感謝，並稱讚哈桑「在比賽中展現了獨特的決心和鬥志，讓吉布提的名字在全世界發揚光大。」